# Väglången
Väglången är en sjö i Hylte kommun i Småland och ingår i Nissans huvudavrinningsområde. Sjön är 2,6 meter djup, har en yta på 0,136 kvadratkilometer och befinner sig 165,6 meter över havet. Vid provfiske har abborre, braxen, gädda och mört fångats i sjön.

## Delavrinningsområde
Väglången ingår i det delavrinningsområde (632856-136421) som SMHI kallar för Inloppet i Jällunden. Medelhöjden är 177 meter över havet och ytan är 7,62 kvadratkilometer. Det finns ett avrinningsområde uppströms, och räknas det in blir den ackumulerade arean 12,59 kvadratkilometer. Färgån (Gussboån) som avvattnar avrinningsområdet har biflödesordning 2, vilket innebär att vattnet flödar genom totalt 2 vattendrag innan det når havet efter 84 kilometer. Avrinningsområdet består mestadels av skog (80 %). Avrinningsområdet har 0,63 kvadratkilometer vattenytor vilket ger det en sjöprocent på 8,2 %.